# Tour de França de 1934

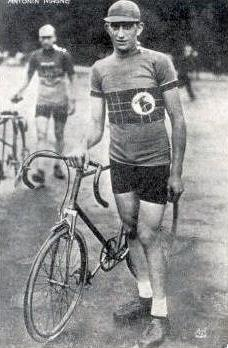
Antonin Magne, guanyador del Tour de 1934

El Tour de França de 1934 fou la vint-i-vuitena edició del Tour de França i es disputà entre el 3 i el 29 de juliol de 1934, sobre un recorregut de 4.363 km, distribuïts en 23 etapes, una d'elles dividida en dos sectors. La cursa fou guanyada pel francès Antonin Magne, a una velocitat mitjana de 30,36 km/h, amb gairebé mitja hora d'avantatge sobre el segon classificat, l'italià Giuseppe Martano. Aquesta era la segona victòria de Magne al Tour, després de la seva victòria en l'edició de 1931. El domini francès fou total durant tota la cursa, guanyant 19 de les 23 etapes i on cada membre de l'equip en va guanyar una com a mínim, i duent el mallot groc durant totes les etapes.
El francès René Vietto es va fer famós en guanyar la classificació de la muntanya i, sobretot, en renunciar a les pròpies possibilitats de victòria al Tour en cedir primer la roda davantera i després la bicicleta al seu cap de files, Antonin Magne.
En aquesta edició per primera vegada es va dividir una etapa en dos sectors i es va disputar una contrarellotge individual. Això va tenir lloc en la 21a etapa, dividida en dos sectors, la segona part de la qual fou una contrarellotge de 90 quilòmetres entre La Roche-sur-Yon i Nantes, guanyada per Antonin Magne.

## Canvis respecte a l'edició anterior
La novetat més destacable respecte les edicions anteriors fou la introducció de la contrarellotge individual. En alguna edició anterior s'havien disputat contrarellotges, però eren per equips. Arran del canvi patit pel Tour de França a partir de 1930, amb el pas d'equips comercials a equips nacionals, l'organització del Tour va haver de pagar l'allotjament, el trasllat i la manutenció dels ciclistes. L'organització rebia els diners de les vendes de l'Auto, el diari organitzador del Tour. L'Auto era un diari que sortia al matí, a diferència d'un dels seus competidors, el Paris-Soir, que sortia al vespre. El Paris-Soir també seguia el Tour i podia publicar els resultats el mateix dia, mentre l'Auto havia d'esperar a l'endemà, per la qual cosa publicava notícies antigues. Per contrarestar aquest fet les etapes del Tour de França passaren a començar més tard, amb la qual cosa acabaven després que el Paris-Soir s'hagués imprès. L'editor d'esports del Paris-Soir va respondre amb la creació d'una nova carrera, el Gran Premi de les Nacions, disputat com a contrarellotge individual. La primera edició va tenir lloc el 1932, tot i que en un primer moment no va ser ben rebuda pels ciclistes, però a partir de 1933 va ser tot un èxit. Henri Desgrange, director del Tour, va veure l'èxit dels ciclistes francesos al Gran Premi de les Nacions i va decidir adaptar el format de les contrarellotges individuals al Tour. No tots els ciclistes van veure bé aquest format: René Vietto, un escalador, va dir que era una prova avorrida de cavalls de vapor, mentre en una cursa de bicicletes també s'havia de fer servir el cap. Altres ciclistes van dir que les contrarellotges individuals anul·larien l'efecte de la bona feina en equip.
Les bonificacions establertes el 1933 es va reduir lleugerament: el guanyador d'una etapa rebia 90 segons de bonificació, i el segon classificat 45 segons. A més, el guanyador d'etapa rebia una bonificació igual a la diferència entre ell i el segon classificat, amb un màxim de dos minuts. Aquest mateix sistema de bonificació s'aplicaria sobre els ports de muntanya que comptaven per a la classificació de la muntanya.
El 1933 fins a 40 touriste-routiers, ciclistes que no estaven inclosos en cap equip nacional, van disputar la cursa, però el 1934 es va reduir a 20.

## Participants
Com era costum des del 1930 el Tour de França de 1934 es va disputar sota el format d'equips nacionals. Bèlgica, Itàlia, Alemanya i França van formar equips amb vuit ciclistes, mentre Suïssa i Espanya van formar un equip combinat de vuit ciclistes. A més, hi havia 20 ciclistes que corrien de manera individual i que a diferència de 1933 no competien sota el nom de "touriste-routier", sinó com a "individuals". En total foren 60 els ciclistes que hi van prendre part: 20 francesos, 12 belgues, 12 italians, 8 alemany, 4 espanyols i 4 suïssos.

## Favorits
Tots els ciclistes que componien l'equip francès eren de primer nivell, sent els principals corredors el vencedor del 1933, Georges Speicher, Roger Lapébie, l'antic vencedor del tour Antonin Magne i Maurice Archambaud, que havia tingut un gran rendiment el 1933. Es criticà el fet d'haver seleccionat a René Vietto, un jove ciclista de tan sols vint anys amb molt poc palmarès al darrere. L'equip italià comptava amb Giuseppe Martano que el 1933 havia corregut com a touriste-routier. L'equip belga, normalment compost per grans ciclistes, en aquesta ocasió era molt fluix.

## Recorregut
Com en l'edició precedent el recorregut ressegueix França en el sentit de les agulles del rellotge, passant primer pels Alps i posteriorment pels Pirineus, sent els principals colls a superar el Galibier, el Tourmalet i l'Aubisca. En el sector sector de la 21a etapa es disputa per primera vegada una contrarellotge individual, entre La Roche-sur-Yon i Nantes i 90 quilòmetres de recorregut. En aquesta edició no hi ha cap nova vila que aculli una etapa.

## Desenvolupament de la cursa

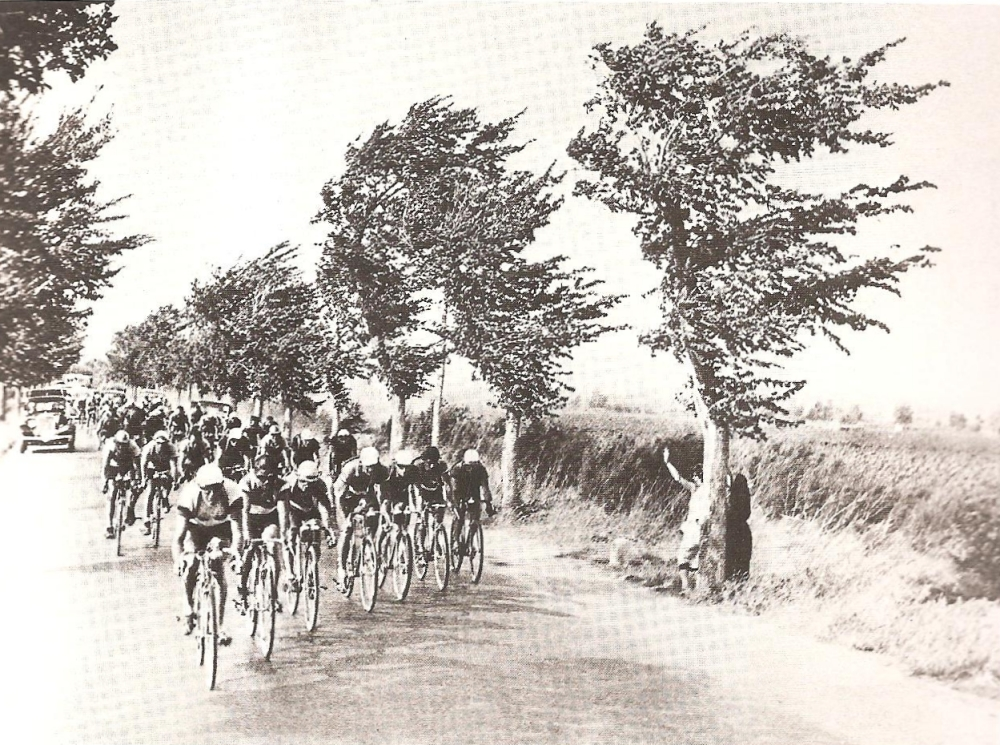
El gran grup durant la 14a etapa.

La primera etapa del Tour fou guanyada pel vencedor de l'edició anterior, Georges Speicher, amb la qual cosa passà a vestir el primer mallot groc. En la segona etapa va perdre el liderat en quedar fraccionat el gran grup i ell quedar relegat a un segon grup, mentre Antonin Magne entrava en el grup capdavanter i passava a liderar la cursa.
Després de la sisena etapa, abans de les dures ascensions als Alps, Magne liderava la cursa amb gairebé 8 minuts sobre el segon classificat, Martano. Als Alps René Vietto va ser el millor, guanyant la setena i novena etapes i passant a ocupar la tercera posició en la classificació general, a mitja hora de Magne. Si no hagués perdut 40 minuts en les dues primeres etapes, per culpa de diverses punxades, hauria passat a liderar la cursa. Martano havia estat capaç de reduir el marge de Magne a poc més de dos minuts.
Les etapes 12 a 14, que servien per unir els Alps amb els Pirineus, van ser guanyades per ciclistes francesos, sense canvis importants en la classificació general. En la quinzena etapa Magne va atacar en la primera ascensió, però Martano no es va despenjar. Al pas pel coll de Pimorent, Vietto va ser el primer, seguit per Magne i Martano. En el descens Magne va caure per culpa d'un sot, i va trencar part de la roda davantera de la bicicleta. Martano va veure opcions a deixar enrere Magne i va accelerar. Magne va preguntar a Vietto per la seva bicicleta, però Vietto només li va cedir la roda davantera. Poc després d'adonà que el quadre de la bicicleta també havia quedat malmès en l'accident, de manera que quan Speicher, el següent ciclista francès en aparèixer, Magne li va agafar la bicicleta. Vietto va haver d'esperar diversos minuts per aconseguir una roda davantera de substitució i va perdre totes les possibilitats a la victòria d'etapa. Un fotògraf va fer una fotografia a Vietto plorant, amb una bicicleta sense la roda davantera. Quan aquesta fotografia es va publicar els diaris el van anomenar "Li Roi René" (el rei René).
En la setzena etapa les coses van empitjorar per a Vietto, ja que tot i ser el primer a coronar els dos primers ports de l'etapa, amb Magne i Martano seguint-lo ben a prop. En el descens del Portèth d'Aspèth, Magne va caure novament i va trencar la roda del darrere. Vietto no ho va veure i continuava al davant. Quan acabà el descens un jutge de la cursa l'informà de la caiguda de Magne. Roger Lapébie estava pel davant, mentre la resta de ciclistes francesos estaven molt enrere, per la qual cosa Magne estava sense companys de suport. Vietto va girar cua fins a arribar on era Magne, el qual va agafar la bicicleta de Vietto. Magne va reiniciar el descens, fins a arribar on l'esperava Lapébie, i junts atraparen a Martano. Vietto va haver d'esperar que el cotxe de suport li portés una bicicleta nova i va acabar perdent quatre minuts respecte a Magne, Martano i Lapébie. Vietto no estava content amb el que havia passat, i opinava que Magne no sabia anar en bicicleta i que Lapébie no hauria d'haver estat avançat. Per altra banda, Magne estava agraït pel que havien fet Vietto i Lapébie.
En la distena etapa Magne va deixar enrere a Martano, el qual va trencar el quadre de la bicicleta, i va acabar perdent 13 minuts respecte a Magne, el qual va guanyar l'etapa, per la qual cosa quedà a gairebé 20 minuts en la general. En la divuitena etapa Magne va perdre quatre minuts respecte a Martano. Podria haver estat més temps si no fos perquè Vietto i Lapébie havien recollit les bonificacions al pas pels colls i en l'arribada.
En les posteriors etapes planes no es produïren canvis significatius en la classificació general, excepte en la contrarellotge individual de la vint-i-unena etapa. Magne en va ser el vencedor i augmentà la diferència respecte a Martano en 8 minuts més. Per la seva banda Vietto havia recuperat temps, cosa que li havia permès passar a ocupar la cinquena posició en la classificació general, alhora que guanyava la classificació de la muntanya. Magne havia fet una cursa constant durant tot el Tour, i s'havia beneficiat per tenir al seu voltant un gran equip de suport. Aquesta era la seva segona victòria al Tour de França, després de l'aconseguida el 1931, i la cinquena de França en la classificació per equips.

## Resultats

### Etapes
| Etapa   | Data         | Recorregut                      | Km  | Vencedor d'etapa                              | Líder de la general    |
| ------- | ------------ | ------------------------------- | --- | --------------------------------------------- | ---------------------- |
| 1a      | 3 de juliol  | París - Lilla                   | 262 | Georges Speicher (FRA)                        | Georges Speicher (FRA) |
| 2a      | 4 de juliol  | Lilla - Charleville-Mézières    | 192 | René Le Grevès (FRA)                          | Antonin Magne (FRA)    |
| 3a      | 5 de juliol  | Charleville-Mézières - Metz     | 161 | Roger Lapébie (FRA)                           | Antonin Magne (FRA)    |
| 4a      | 6 de juliol  | Metz - Belfort                  | 220 | Roger Lapébie (FRA)                           | Antonin Magne (FRA)    |
| 5a      | 7 de juliol  | Belfort - Évian-les-Bains       | 293 | René Le Grevès (FRA) · Georges Speicher (FRA) | Antonin Magne (FRA)    |
| 6a      | 9 de juliol  | Évian-les-Bains - Aix-les-Bains | 207 | Georges Speicher (FRA)                        | Antonin Magne (FRA)    |
| 7a      | 10 de juliol | Aix-les-Bains - Grenoble        | 229 | René Vietto (FRA)                             | Antonin Magne (FRA)    |
| 8a      | 11 de juliol | Grenoble - Gap                  | 102 | Giuseppe Martano (ITA)                        | Antonin Magne (FRA)    |
| 9a      | 12 de juliol | Gap - Dinha                     | 227 | René Vietto (FRA)                             | Antonin Magne (FRA)    |
| 10a     | 13 de juliol | Dinha - Niça                    | 156 | René Le Grevès (FRA)                          | Antonin Magne (FRA)    |
| 11a     | 15 de juliol | Niça - Canes                    | 126 | René Vietto (FRA)                             | Antonin Magne (FRA)    |
| 12a     | 16 de juliol | Canes - Marsella                | 195 | Roger Lapébie (FRA)                           | Antonin Magne (FRA)    |
| 13a     | 17 de juliol | Marsella - Montpeller           | 172 | Georges Speicher (FRA)                        | Antonin Magne (FRA)    |
| 14a     | 18 de juliol | Montpeller - Perpinyà           | 177 | Roger Lapébie (FRA)                           | Antonin Magne (FRA)    |
| 15a     | 20 de juliol | Perpinyà - Acs                  | 158 | Roger Lapébie (FRA)                           | Antonin Magne (FRA)    |
| 16a     | 21 de juliol | Acs - Banhèras de Luishon       | 165 | Adriano Vignoli (ITA)                         | Antonin Magne (FRA)    |
| 17a     | 22 de juliol | Banhèras de Luishon - Tarba     | 91  | Antonin Magne (FRA)                           | Antonin Magne (FRA)    |
| 18a     | 23 de juliol | Tarba - Pau                     | 172 | René Vietto (FRA)                             | Antonin Magne (FRA)    |
| 19a     | 25 de juliol | Pau - Bordeus                   | 215 | Ettore Meini (ITA)                            | Antonin Magne (FRA)    |
| 20a     | 26 de juliol | Bordeus - La Rochelle           | 183 | Georges Speicher (FRA)                        | Antonin Magne (FRA)    |
| 21a (a) | 27 de juliol | La Rochelle - La Roche-sur-Yon  | 81  | René Le Grevès (FRA)                          | Antonin Magne (FRA)    |
| 21a (b) | 27 de juliol | La Roche-sur-Yon - Nantes       | 90  | Antonin Magne (FRA)                           | Antonin Magne (FRA)    |
| 22a     | 28 de juliol | Nantes - Caen                   | 275 | Raymond Louviot (FRA)                         | Antonin Magne (FRA)    |
| 23a     | 29 de juliol | Caen - París                    | 221 | Sylvère Maes (BEL)                            | Antonin Magne (FRA)    |

### Classificació General
El ciclista que arribava a la meta en el menor temps era proclamat el vencedor d'etapa. Els diferents temps de cada etapa eren sumats per aconseguir la classificació general, guanyada pel ciclista amb menor temps acumulat. Si un ciclista havia rebut alguna bonificació de temps es restava del total, de la mateixa manera que les penalitzacions de temps s'afegien al total. El líder de la cursa era identificat pel mallot groc.
| Classificació General | Classificació General    | Classificació General | Classificació General | Classificació General |
| Pos.                  | Ciclista                 | Equip                 | Temps                 |                       |
| --------------------- | ------------------------ | --------------------- | --------------------- | --------------------- |
| 1                     | Antonin Magne (FRA)      | França                | 147h 13' 58"          |                       |
| 2                     | Giuseppe Martano (ITA)   | Itàlia                | +27' 31"              |                       |
| 3                     | Roger Lapébie (FRA)      | França                | +52' 15"              |                       |
| 4                     | Félicien Vervaecke (BEL) | Individual            | +57' 40"              |                       |
| 5                     | René Vietto (FRA)        | França                | +59' 02"              |                       |
| 6                     | Ambrogio Morelli (ITA)   | Individual            | +1h 12' 02"           |                       |
| 7                     | Ludwig Geyer (GER)       | Alemanya              | +1h 12' 51"           |                       |
| 8                     | Sylvère Maes (BEL)       | Individual            | +1h 20' 56"           |                       |
| 9                     | Mariano Cañardo (ESP)    | Suïssa/Espanya        | +1h 29' 02"           |                       |
| 10                    | Vicente Trueba (ESP)     | Suïssa/Espanya        | +1h 40' 39"           |                       |

### Gran Premi de la Muntanya

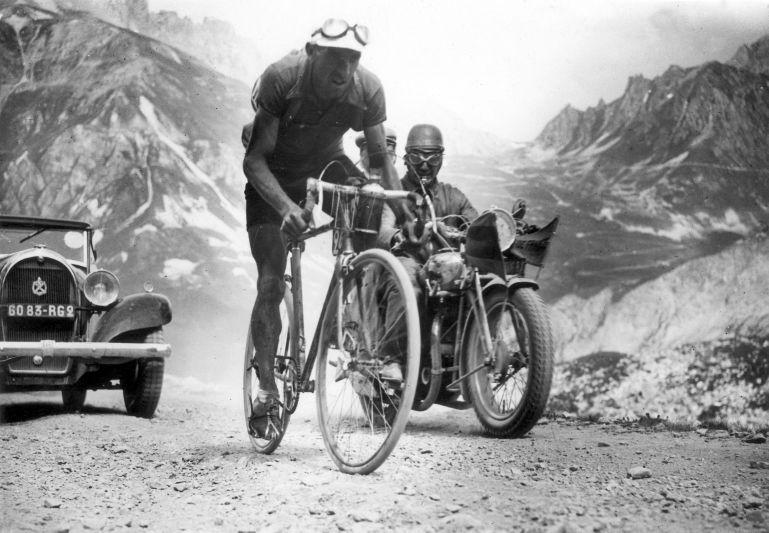
Federico Ezquerra fou el primer en coronar el coll del Télégraphe (no puntuable) i el Galibier.

Per la classificació de la muntanya l'organització va determinar 14 colls de muntanya puntuables, tot i que durant el recorregut se'n van superar d'altres també de gran dificultat. Al cim d'aquests colls s'atorgaven 10 punts al primer ciclista a passar-hi, nou al segon i així successivament fins al desè classificat, que rebia un punt.
| Etapa | Nom              | Alçada  | Serralada     | Primer             |
| ----- | ---------------- | ------- | ------------- | ------------------ |
| 4a    | Ballon d'Alsace  | 1.178 m | Vosges        | Félicien Vervaecke |
| 6a    | Aravis           | 1.498 m | Alps          | Félicien Vervaecke |
| 7a    | Galibier         | 2.556 m | Alps          | Federico Ezquerra  |
| 8a    | cota de Laffrey  | 900 m   | Alps          | Vicente Trueba     |
| 9a    | Vars             | 2.110 m | Alps          | René Vietto        |
| 9a    | Alòs             | 2.250 m | Alps          | René Vietto        |
| 11a   | Braus            | 1.002 m | Alps Marítims | René Vietto        |
| 11a   | Castillon        | 706 m   | Alps Marítims | René Vietto        |
| 16a   | Coll de Port     | 1.249 m | Pirineus      | René Vietto        |
| 16a   | Portèth d'Aspèth | 1.069 m | Pirineus      | Adriano Vignoli    |
| 17a   | Pèira Sorda      | 1.569 m | Pirineus      | René Vietto        |
| 17a   | Aspin            | 1.489   | Pirineus      | Antonin Magne      |
| 18a   | Tourmalet        | 2.115 m | Pirineus      | René Vietto        |
| 18a   | Aubisca          | 1.709 m | Pirineus      | René Vietto        |

Després de la divuitena etapa la classificació de la muntanya va quedar d'aquesta manera:
| Pos | Ciclista                 | Equip          | Punts   |
| --- | ------------------------ | -------------- | ------- |
| 1   | René Vietto (FRA)        | França         | 111     |
| 2   | Vicente Trueba (ESP)     | Suïssa/Espanya | 93 o 95 |
| 3   | Giuseppe Martano (ITA)   | Itàlia         | 78      |
| 4   | Félicien Vervaecke (BEL) | Individual     | 76      |
| 5   | Federico Ezquerra (ESP)  | Suïssa/Espanya | 75      |
| 6   | Antonin Magne (FRA)      | França         | 69      |
| 7   | Sylvère Maes (BEL)       | Individual     | 54      |
| 8   | Edoardo Molinar (ITA)    | Individual     | 43      |
| 9   | Ambrogio Morelli (ITA)   | Individual     | 36      |
| 10  | Mariano Cañardo (ESP)    | Suïssa/Espanya | 21      |

### Classificació per equips
Per cinquena edició es va disputar la classificació per equips i el vencedor fou l'equip francès. El 1934 aquesta classificació fou calculada a partir de la suma dels tres millors temps de cada equips, sent el vencedor l'equip que sumava un menor temps.
| Pos. | Equip           | Temps        |
| ---- | --------------- | ------------ |
| 1    | França          | 443h 42' 41" |
| 2    | Itàlia          | +3h 09' 51"  |
| 3    | Suïssa/ Espanya | +3h 44' 24"  |
| 4    | Alemanya        | +8h 09' 55"  |

El cinquè equip nacional que va prendre la sortida, l'equip belga, sols va finalitzar la cursa amb dos ciclistes, per la qual cosa, i segons les normes de 1934, no podia participar en la classificació per equips.

### Altres classificacions
El quart classificat de la general, Félicien Vervaecke, fou el vencedor entre els ciclistes de la categoria "individual". Aquesta classificació fou calculada de la mateixa manera que la classificació general, però sols entre els ciclistes que corrien com a individuals.

## Evolució de les classificacions
| Etapa | Vencedor                        | Classificació general | Classificació de la muntanya | Classificació per equips | Classificació dels individuals |
| ----- | ------------------------------- | --------------------- | ---------------------------- | ------------------------ | ------------------------------ |
| 1     | Georges Speicher                | Georges Speicher      | no entregat                  | França                   | Sylvère Maes                   |
| 2     | René Le Grevès                  | Antonin Magne         | no entregat                  | França                   | Yves Le Goff                   |
| 3     | Roger Lapébie                   | Antonin Magne         | no entregat                  | França                   | Yves Le Goff                   |
| 4     | Roger Lapébie                   | Antonin Magne         | Félicien Vervaecke           | França                   | Félicien Vervaecke             |
| 5     | René Le Grevès Georges Speicher | Antonin Magne         | Félicien Vervaecke           | França                   | Yves Le Goff                   |
| 6     | Georges Speicher                | Antonin Magne         | Félicien Vervaecke           | França                   | Ambrogio Morelli               |
| 7     | René Vietto                     | Antonin Magne         | Federico Ezquerra            | França                   | Ambrogio Morelli               |
| 8     | Giuseppe Martano                | Antonin Magne         | Federico Ezquerra            | França                   | Ambrogio Morelli               |
| 9     | René Vietto                     | Antonin Magne         | Federico Ezquerra            | França                   | Ambrogio Morelli               |
| 10    | René Le Grevès                  | Antonin Magne         | Federico Ezquerra            | França                   | Ambrogio Morelli               |
| 11    | René Vietto                     | Antonin Magne         | Federico Ezquerra            | França                   | Félicien Vervaecke             |
| 12    | Roger Lapébie                   | Antonin Magne         | Federico Ezquerra            | França                   | Félicien Vervaecke             |
| 13    | Georges Speicher                | Antonin Magne         | Federico Ezquerra            | França                   | Félicien Vervaecke             |
| 14    | Roger Lapébie                   | Antonin Magne         | Federico Ezquerra            | França                   | Félicien Vervaecke             |
| 15    | Roger Lapébie                   | Antonin Magne         | Federico Ezquerra            | França                   | Félicien Vervaecke             |
| 16    | Adriano Vignoli                 | Antonin Magne         | René Vietto                  | França                   | Félicien Vervaecke             |
| 17    | Antonin Magne                   | Antonin Magne         | René Vietto                  | França                   | Félicien Vervaecke             |
| 18    | René Vietto                     | Antonin Magne         | René Vietto                  | França                   | Félicien Vervaecke             |
| 19    | Ettore Meini                    | Antonin Magne         | René Vietto                  | França                   | Félicien Vervaecke             |
| 20    | Georges Speicher                | Antonin Magne         | René Vietto                  | França                   | Félicien Vervaecke             |
| 21 A  | René Le Grevès                  | Antonin Magne         | René Vietto                  | França                   | Félicien Vervaecke             |
| 21 B  | Antonin Magne                   | Antonin Magne         | René Vietto                  | França                   | Félicien Vervaecke             |
| 22    | Raymond Louviot                 | Antonin Magne         | René Vietto                  | França                   | Félicien Vervaecke             |
| 23    | Sylvère Maes                    | Antonin Magne         | René Vietto                  | França                   | Félicien Vervaecke             |
| Final | Final                           | Antonin Magne         | René Vietto                  | França                   | Félicien Vervaecke             |

## A posteriori
La contrarellotge individual que es va introduir el 1934 va resultar ser tot un èxit, i des d'aquell moment s'ha emprat en gairebé totes les edicions. René Vietto, que va haver de sacrificar les seves oportunitats de victòria per ajudar al seu cap de files, Magne, estava convençut que hauria pogut guanyar el Tour.